# Gianna Maria Canale
Gianna Maria Canale (12 de septiembre de 1927 – 13 de febrero de 2009) fue una actriz italiana.

## Biografía
Canale nació en la ciudad de Regio de Calabria. En 1947, en el concurso de belleza Miss Italia, ganado por Lucia Bosè, Canale obtuvo el segundo lugar. Recibió ofertas para publicidad de algunas revistas italianas después de esto. Su look era comparado con el de Ava Gardner. Riccardo Freda le ofreció un papel en una película, luego se enamoraron y se casaron en Brasil, donde filmaron dos películas. A Canale sin embargo no le gustaba vivir en Sudamérica y ambos regresaron a Italia, donde su marido la dirigió en algunas películas del género péplum, así como en cine de terror y aventura italianos. Los Vampiros fue su última película, dirigida por Riccardo Freda. Se retiró de la industria del cine en 1964 y falleció en Sutri.

## Filmografía
- Águila Negra (Aquila nera, 1946)
- Guarany (1948)
- The Mysterious Rider (Il cavaliere misterioso, 1948)
- Double Cross (Il tradimento, 1949)
- Totò le moko (1949)
- Son of d'Artagnan (Il figlio di d’Artagnan, 1949)
- The Iron Swordsman (Il conte Ugolino, 1949)
- O caçula do Barulho (1951)
- Dead Woman's Kiss (Il bacio di una morta, 1951)
- La venganza de Águila Negra (La vendatta di aquila nera, 1951)
- Vedi Napoli e poi muori (1951)
- Go for Broke! (1951)
- La leggenda del Piave (1952)
- The Eternal Chain (L’eterna catena, 1953)
- Sins of Rome, Story of Spartacus (Spartaco, 1953)
- The Man from Cairo (Dramma nella Kasbah, 1953)
- Alarm in Morocco (Alerte au sud, 1953)
- L’ombra  (1954)
- Teodora, Emperatriz de Bizancio (Teodora, imperatrice di Bisanzio, 1954)
- Madame du Barry (1954)
- Donne sole (1955)
- Il coraggio (1955)
- Napoleón (1955)
- Desert Detour (La châtelaine du Liban, 1956)
- I vampiri (1956)
- Le Gerusalemme liberata (1957)
- Il corsaro della mezzaluna (1957)
- The Sword and the Cross (Le chiave di Cartagine, 1957)
- Hercules (Le fatiche di Ercole, 1958)
- The Whole Truth (1958)
- The Silent Enemy (1958)
- The Warrior and the Slave Girl (La rivolta dei gladiatore, 1958)
- Seven in the Sun (Gli aventurieri dei tropici, 1959)
- Devil's Cavaliers ('Il cavalieri del diavolo, 1959)
- La reina de los piratas (Le venere dei pirati, 1960)
- Les nuits de Raspoutine (1960)
- Colossus and the Amazon Queen (La regina delle Amazzoni, 1960)
- Conqueror of the Orient (Il conquistatore dell'Oriente, 1960)
- Puños de hierro (Maciste contro ll vampiro, 1960)
- El tesoro de Monte Cristo (1961)
- The Centurion (Il conquistatore di Corinto, 1961)
- El caballero de Gascuña (Le chevalier de Pardaillan, 1962)
- El hijo de Espartaco (Il figlio di Spartacus, 1962)
- El león de San Marco (Il leone di San Marco, 1963)
- Tiger of the Seven Seas (La tigre dei sette mari, 1963)
- Il boom (1963)
- La máscara de Scaramouche (La máscara de Scaramouche, 1964)
- Il treno del sabato (1964)
- El puente de los suspiros (Il ponte dei sospiri, 1964)